# Coscinia nikitini
Coscinia nikitini är en fjärilsart som beskrevs av Bang-haas 1938. Coscinia nikitini ingår i släktet Coscinia och familjen björnspinnare. Inga underarter finns listade i Catalogue of Life.